# Кизја
Кизја (фр. Cuisia) насеље је и општина у источној Француској у региону Франш-Конте, у департману Јура која припада префектури Лон ле Соније.
По подацима из 2011. године у општини је живело 398 становника, а густина насељености је износила 39,17 становника/km². Општина се простире на површини од 10,16 km². Налази се на средњој надморској висини од 230 метара (максималној 554 m, а минималној 193 m).

## Демографија
| 1962. | 1968. | 1975. | 1982. | 1990. | 1999. | 2011. |
| ----- | ----- | ----- | ----- | ----- | ----- | ----- |
| 345   | 373   | 378   | 401   | 411   | 364   | 398   |

График промене броја становника у току последњих година